# Torbjørn Andre Røed
Torbjørn Andre Røed, né le 8 mars 1997 à Asker,, est un coureur cycliste norvégien.

## Palmarès et résultats

### Palmarès par année
- 2022
  - Boulder Roubaix Road Race
  - Pueblo Classic Road Race
  - 1re étape du Tour of the Gila
  - 3e du Tour of the Gila
- 2023
  - 1re étape du Tour of the Gila
  - 2e du Tour de Szeklerland
  - 3e du Tour of the Gila

### Classements mondiaux
| Année                                 | 2022 | 2023 |
| ------------------------------------- | ---- | ---- |
| Classement mondial                    | 849e | 936e |
| UCI Europe Tour                       | 634e | nc   |
|                                       |      |      |
| Légende : nc = non classéSource : UCI |      |      |